# Glacier d'Helheim
Pour un article plus général, voir Sermilik (Sud-Est du Groenland).
Le glacier d'Helheim est un glacier situé dans la partie orientale de l'inlandsis du Groenland. Il est l'un des trois plus vastes glaciers de vallée du territoire groenlandais. Il fait partie du territoire de la municipalité de Sermersooq.
Ses eaux, évoluant au sein du fjord d'Helheim, se jettent dans le fjord de Sermilik, comme celles des glaciers Midgard et Fenris.
Le glacier d'Helheim, associé au fjord de Sermilik, forme l'un des plus importants systèmes d'exutoire en eau solidifiée du Groenland.
De même que les glaciers Fenris et Midgård, le nom de celui d'Helheim fait probablement référence à un personnage mythologique nordique. Dans le cas du glacier d'Helheim, il s'agit de Hel, ou Hela, la déesse des morts,.
De récentes études glaciologiques et océanographiques exécutées par l'Institut océanographique de Woods Hole (WHOI) ont permis d'établir que le glacier d'Helheim a été marqué par un retrait, en dessous du niveau de la mer, de 450 (profondeur initiale) à 300 mètres (profondeur actuelle). À la fin des années 1990 et au début des années 2000, le front de l'Hehleim n'a pas marqué de variations saisonnières importantes. À l'opposé, entre les années 2002 et 2010, le front de ce glacier a présenté des amplitudes saisonnières de 3 à 4 km. Au cours de la période s'échelonnant entre 1981 et 2001, la partie centrale du front glaciaire d'Helheim a régressé de 4 km. Sur la période comprise entre 2002 et 2005, il a présenté un retrait de 7 à 8 km, tandis qu'entre 2005 et 2006, il a avancé d'environ 3 km avant de se stabiliser.

Vues du glacier d'Helhleim
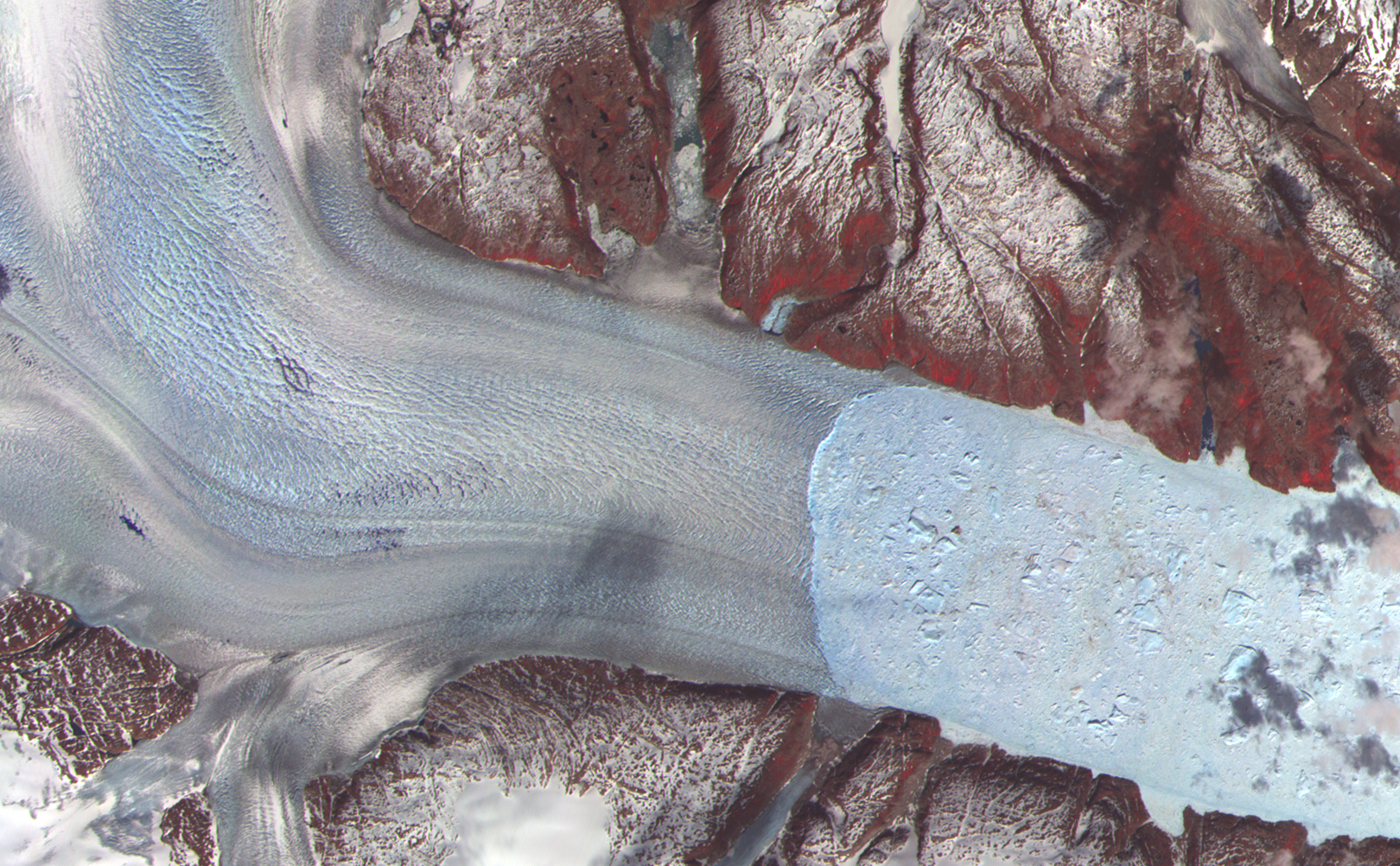
Vue satellite du glacier d'Helheim.
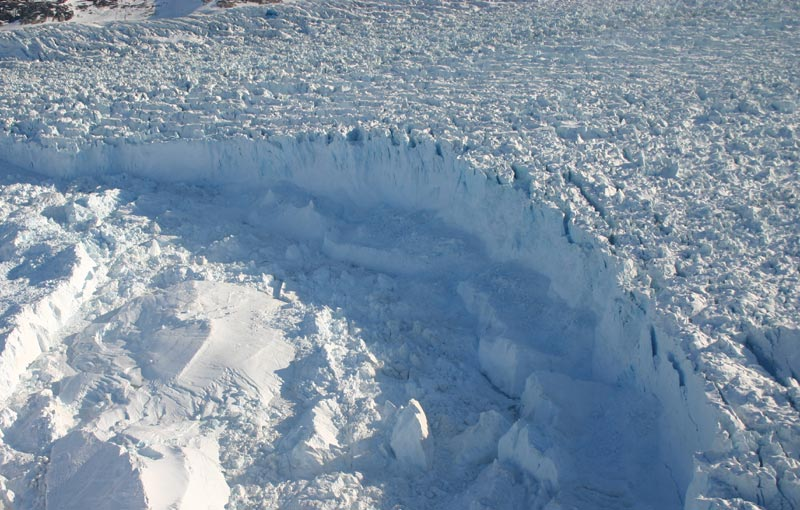
Front du glacier d'Helheim en 2005.
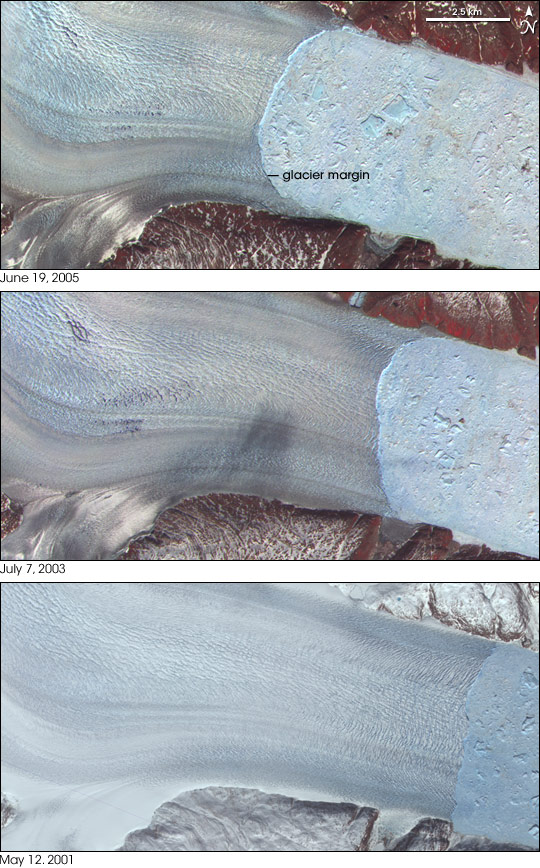
Évolution du retrait glaciaire de l'Helheim entre 2001 et 2005.